# جون وايت (لاعب إسكواش)
جون وايت (بالإنجليزية: John White)‏ هو لاعب إسكواش أسترالي، ولد في 15 يونيو 1973 في جبل إيسا في أستراليا.

## وصلات خارجية
- جون وايت على موقع SquashInfo.com (الإنجليزية)